# Pavel Maslov
Pavel Evgen'evič Maslov (in russo Павел Евгеньевич Маслов?; Tjumen', 14 aprile 2000) è un calciatore russo, difensore del Soči in prestito dallo Spartak Mosca.

## Caratteristiche tecniche
È un terzino destro.

## Carriera

### Club
Cresciuto nelle giovanili del Tjumen', ha esordito in prima squadra il 16 marzo 2016 disputando l'incontro di seconda divisione perso 3-1 contro il Bajkal Irkutsk.
Nel 2018 è stato acquistato dallo Spartak Mosca.

### Nazionale
Ha giocato nelle nazionali giovanili russe Under-18, Under-19 ed Under-20.
Ha partecipato agli Europei Under-21 del 2021.

## Palmarès

### Club

#### Competizioni nazionali
- Coppa di Russia: 1

Spartak Mosca: 2021-2022